# Hyperbel
En hyperbel er i geometrien en plan kurve og et af de fire keglesnit. Hyperbelen kan defineres som det geometriske sted som opfylder at forskellen mellem afstanden fra to faste punkter er konstant. Ophavsmanden til betegnelsen hyperbel var Apollonius.
Hyperbelen har to grene. De to faste punkter kaldes brændpunkter, linjesegmentet mellem brændpunkterne kaldes hyperbelens reelle akse, midtpunktet på den reelle akse kaldes hyperbelens centrum, og hyperbelgrenenes skæringspunkter med den reelle akse kaldes toppunkter. Vælges x-aksen langs den reelle akse og y-aksen gennem hyperbelens centrum, med toppunkter i {\displaystyle (\pm a,0)} og brændpunkter i {\displaystyle (\pm c,0)}, får hyperbelen ligningen
{\displaystyle {\frac {x^{2}}{a^{2}}}-{\frac {y^{2}}{b^{2}}}=1.}
Her er {\displaystyle c^{2}=a^{2}+b^{2}}. Størrelsen {\displaystyle 2b} kaldes hyperbelens imaginære akse. Er {\displaystyle a=b}, er hyperbelen ligesidet. Sammenfalder i stedet for hyperbelens reelle akse med y-aksen, får hyperbelen ligningen
{\displaystyle {\frac {y^{2}}{b^{2}}}-{\frac {x^{2}}{a^{2}}}=1.}
Disse hyperbler kaldes konjugerte. En hyperbels excentriciteten {\displaystyle e} er defineret som forholdet mellem halvdelen af den reelle akse og afstanden fra centrum til et toppunkt. For hyperbelen er {\displaystyle e>1}.
Hyperbelens asymptoter har ligningen
{\displaystyle y=\pm {\frac {b}{a}}x}

## Eksempler
En ligesidet hyperbel med asymptoter langs koordinataksene har ligningen
{\displaystyle y={\frac {k}{x}}}